# Nagyváradi Egyetem
A Nagyváradi Egyetem állami felsőoktatási intézmény Nagyváradon, amelyet 1990-ben alapítottak. Az oktatás 15 karon zajlik, az alkalmazottak létszáma 1457, amelyből 931 oktató, és több, mint 18 000 hallgatója van. 2011-ben az oktatási minisztérium a II. kategóriába sorolta. A Nagyváradi Egyetem akkreditált felsőoktatási intézmény 2019-ben az egyetem a 743. helyet foglalta el a 6459-ből a Scimago Institutions Rankings listán. 2017-ben a 92 romániai egyetem közül a 7. helyet foglalta el, holtversenyben hat másik intézménnyel.

## Karok

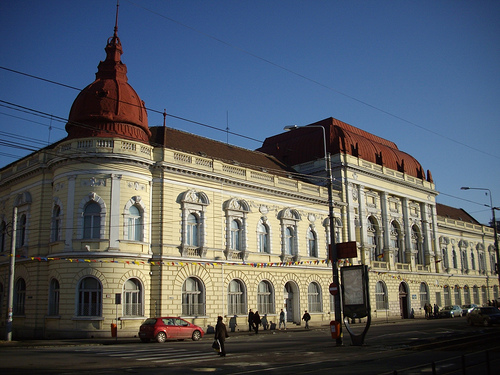
Orvosi és gyógyszerészeti kar (Kereskedelmi csarnok)

Az egyetem 15 karral rendelkezik: művészeti, építőmérnöki és építészeti, jogi, földrajz-turisztika-sport, elektromérnöki és számítástechnikai, energetikai mérnöki és ipari menedzsment, történelem-nemzetközi kapcsolatok-politikatudomány-kommunikáció, bölcsészeti, orvosi és gyógyszerészeti, környezetvédelmi, természettudományi, közgazdasági, társadalomtudományi, valamint ortodox teológiai.

## Fordítás
- Ez a szócikk részben vagy egészben  az   Universitatea din Oradea című román Wikipédia-szócikk ezen változatának fordításán alapul.  Az eredeti cikk szerkesztőit annak laptörténete sorolja fel. Ez a jelzés csupán a megfogalmazás eredetét és a szerzői jogokat jelzi, nem szolgál a cikkben szereplő információk forrásmegjelöléseként.